# Rotes Buch von Hergest
Das Rote Buch von Hergest (walisisch: Llyfr Coch Hergest [ɬivr koːx 'hergest], englisch: Red Book of Hergest) ist eines der wichtigsten mittelalterlichen walisischen Manuskripte und zugleich das umfangreichste. Es enthält sowohl Prosa als auch Poesie, aber keine religiösen oder juristischen Texte, und entstand zwischen 1382 und 1410. Das Manuskript befindet sich heute – als Geschenk des Reverend Thomas Wilkins aus dem Jahr 1701 – in der Bodleian Library der Universität Oxford.

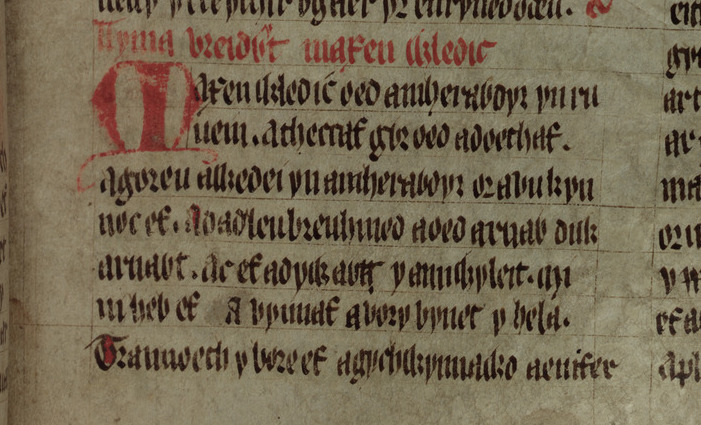
Die Eröffnungszeilen der Geschichte Magnus Maximus, aus dem Roten Buch von Hergest:
(Übersetzung: 'Magnus Maximus war Kaiser in Rom, und er war der Schönste und Weiseste.')

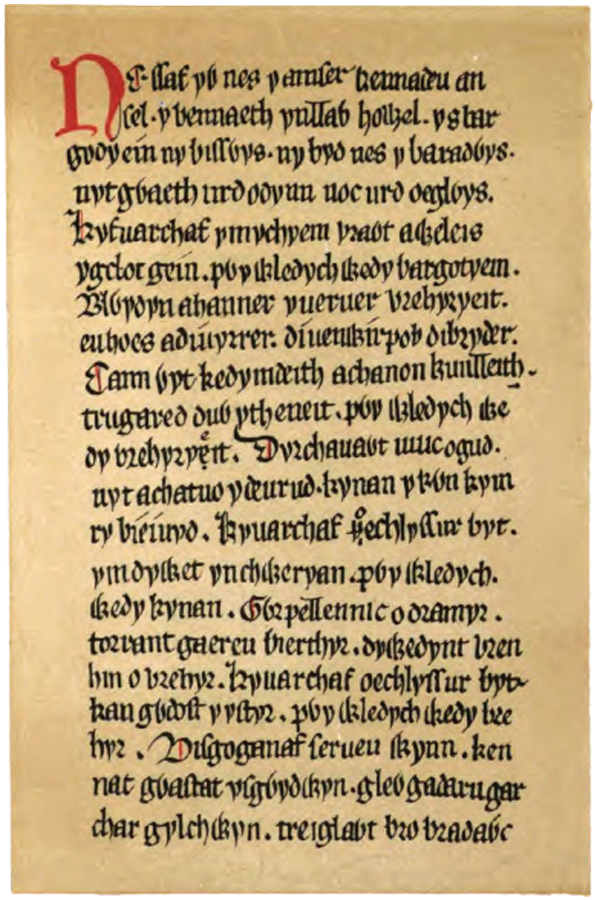
Faksimile eines Teils der Seite 579 aus dem Roten Buch von Hergest.

## Geschichte
Einer der Kopisten des Manuskripts wurde als Hywel Fychan ab Hywel Goch von Builth Wells (Powys) identifiziert. Er arbeitete für Hopcyn ab Thomas ab Einion (um 1330 bis nach 1403) von Ynysforgan (Swansea). Der Name des Manuskripts rührt daher, dass es zum einen in rotem Leder gebunden ist, zum anderen möglicherweise ebenso wie das Llyfr Gwyn Hergest („Das weiße Buch von Hergest“) von Watkyn Vaughans Anwesen Hergest Court (Plâs Hergest) bei Kington (Herefordshire) in den Welsh Marches, wo es sich von etwa 1465 bis zum Beginn des 17. Jahrhunderts befand. Das Llyfr Gwyn Rhydderch („Das weiße Buch des Rhydderch“) und das Llyfr Coch Hergest weichen im Inhalt nur geringfügig voneinander ab. Der Name eines historischen Empfängers, Hergest, ist trotz der Vermutung, Hopcyn ap Thomas sei es gewesen, nicht belegt zuzuordnen.
Der erste Teil des Manuskripts enthält Prosa, darunter das Mabinogion, Erzählungen, historische Texte (einschließlich einer walisischen Übersetzung von Geoffrey von Monmouths Historia Regum Britanniae, Brut y Brenhinedd), sowie eine Reihe von Strophen aus den Trioedd Ynys Prydein („Die Triaden der Insel Britannien“). Die Arthur-Tradition ist durch die späte Erzählung Breuddwyd Rhonabwy („Rhonabwys Traum“)  und einige Merlin-Nachträge vertreten.
Das Manuskript enthält darüber hinaus walisische Übersetzungen auswärtiger Literatur, grammatische Abhandlungen und medizinische Texte, wie eine Sammlung von Kräuterheilmitteln, die mit Rhiwallon Feddyg in Verbindung gebracht werden, dem Gründer einer Ärztedynastie, die mehr als 500 Jahre bestand, den Physicians of Myddfai. Ebenfalls enthalten sind Preisgedichte auf Fürsten des 12. bis 14. Jahrhunderts, sowie Sinnsprüche und Sprichwörter.

## Trivia
Der Schriftsteller J. R. R. Tolkien entlieh eine Titeländerung des Manuskripts für das Rote Buch der Westmark, der erfundenen Quelle für seine Erzählungen.